# Plavecký Peter
Plavecký Peter (in ungherese Detrekőszentpéter, in tedesco Blasenstein-Sankt-Peter) è un comune della Slovacchia facente parte del distretto di Senica, nella regione di Trnava.